# 冰球比赛中的暴力

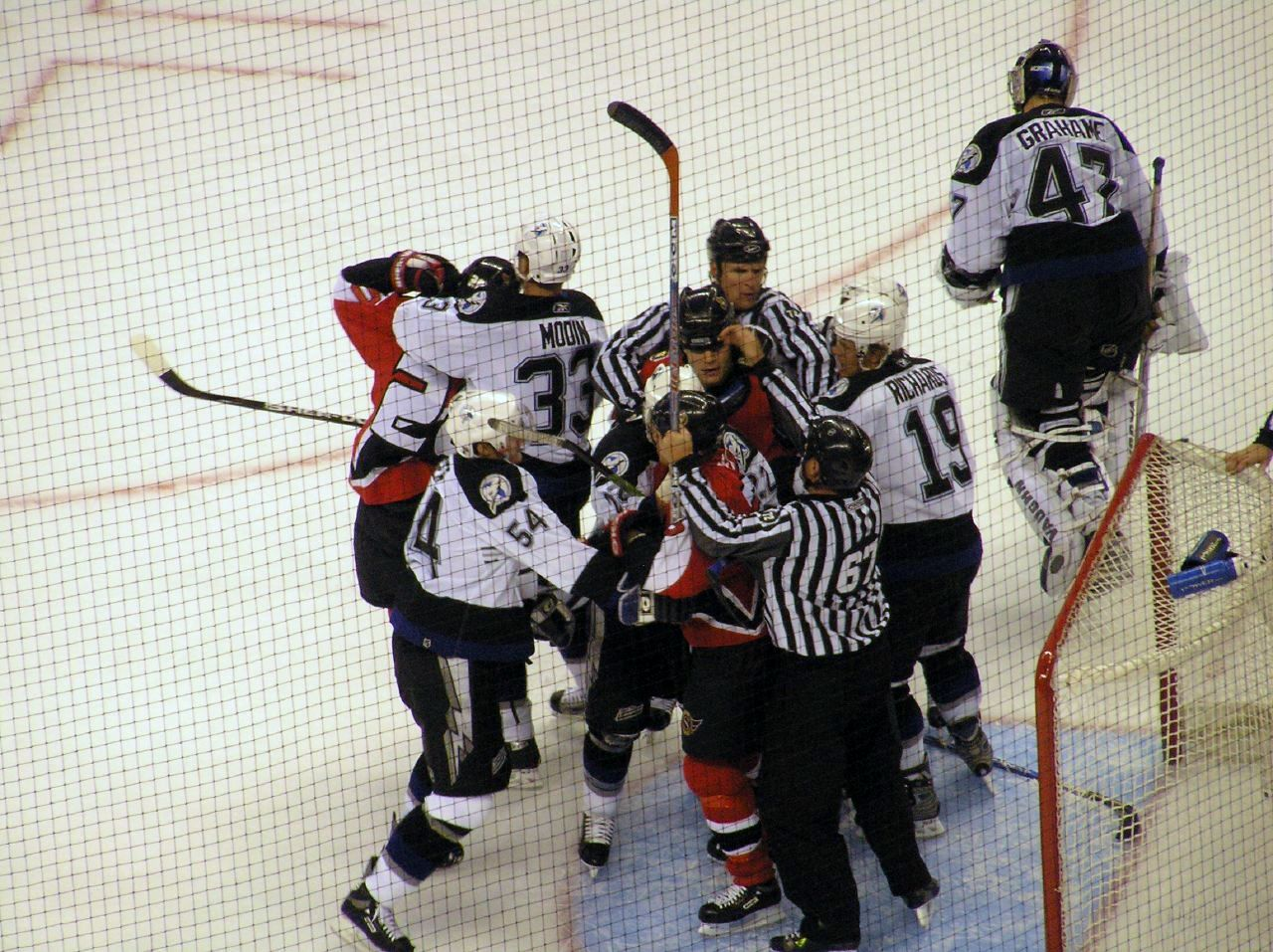
Linesmen attempt to break up a fight around the Tampa Bay goal during the first ice hockey playoff game between the Ottawa Senators and the Tampa Bay Lightning.

至少从1900年代初开始，暴力一直是冰球运动的一部分。根据《曲棍球：人民的历史》一书记载，仅在1904年就有四名球员在冰球比赛中，因频繁的斗殴和暴力而丧生。
现代的例子像是斗殴、球迷参与、殴打裁判和故意伤害对手，其中包括使用踢腿、从背后偷袭和使用棍棒等被禁止的暴力行为，将会受到停赛或罚款的处罚。另一方面，格斗或赤手空拳的打架虽然也会受到处罚，但对许多北美的冰球爱好者而言，认为这是一种传统文化，与挥棍等其他暴力行为截然不同，将格斗视为比赛中根深蒂固、可接受且不可或缺的一部分。
在冰场比赛中，裁判可以对被禁止的行为进行处罚。在比赛现场外，国家冰球联盟有时会对球员进行罚款、停赛或开除球员。司法系统偶尔也会指控球员，并给予定罪。其结果是冰球比赛变得更加规范，暴力行为更加可控，这在很大程度上，得益于急剧增加的纪律和技术程序，允许对发生的任何事件进行高度审查。

## 历史
早期的冰球以其极端暴力而著称，以至于三年内有两名球员在斗殴中丧生。在这两个案例中，被指控的袭击者都被无罪释放，但类似的血腥暴力事件，导致管理机构要求肃清并禁止形似斗鸡的行为。 随着制定规范的格斗和拳击规则，严重的暴力事件有所减弱，但偶尔仍不时发生暴力事件。
1919年PCHA赛季，西雅图大都会队右翼边锋库利·威尔逊将温哥华百万富翁队中锋米奇·麦凯的嘴巴打破，导致麦凯下巴骨折，错过了本赛季剩余的比赛。当赛季结束时，PCHA首席纪律官弗兰克·帕特里克禁止威尔逊进入联盟，威尔逊再也没有在PCHA打过球。
1927 年，比利·库图是首位（也是迄今为止唯一一位）因暴力，而被终身禁赛的球员。他在波士顿棕熊队和渥太华参议员队在史丹利盃比赛中，袭击裁判杰里·拉弗莱姆（Jerry Laflamme），并反抗裁判比利·贝尔，然后开始在替补席上的争吵，显然是得到主教练阿特·罗斯的命令。NHL首任主席弗兰克·考尔德将库图终身驱逐出NHL；禁令虽然在两年半后解除，但库图再也没有参加过NHL比赛。
其他严重事件包括于1933年12月12日，埃迪·肖尔从背后撞倒多伦多枫叶队球星艾斯·贝利，导致贝利的头部撞在冰面上，导致贝利从此再也无法打球。

## 暴力调查报告
加拿大有两篇关于冰球暴力的主要报告。1974年，威廉·麦克默特里（William McMurtry）为安大略省政府提供一份题为《业余冰球暴力调查和咨询》（Investigation and Inquiry into Violence in Amateur Hockey）的报告。2000年，伯尼·帕斯卡尔（Bernie Pascall）为不列颠哥伦比亚省政府撰写一份题为《消除冰球暴力》（Eliminating Violence in Hockey）的报告。

### 书目
- McKinley, Michael. . McClelland & Stewart. 2006. ISBN 978-0771057717.
- Chi-Kit Wong, John. . University of Toronto Press. 2009. ISBN 978-0802095329.

### 脚注
1. ↑  
Drewery, Laine (Writer and Director); Chong, Wayne (Producer).  (DVD). Canadian Broadcasting Corporation. 2006.
2. ↑  YouYube Video, "Boston Bruins go into the stands in 1979, https://youtube.com/watch?v=fpbD6W7YT5A （页面存档备份，存于）
3. ↑  McKinley, Michael: "Hockey: A People's History," pages 27-28.  McClelland & Stewart, 2006.
4. ↑  "Injuries of Mickey MacKay are serious" （页面存档备份，存于） The Calgary Daily Herald, March 3, 1919.
5. ↑  "Mickey MacKay may return to oldtime form" （页面存档备份，存于） The Morning Leader, October 31, 1924.
6. ↑  Violence, Not Part of Youth Hockey 的存檔，存档日期2007-08-21., pilot project working paper, Nanaimo Minor Hockey Association, September 10, 2003